# 건 낙
건 낙(Gun-Nac, ガンナック)은 컴파일이 개발하고 통킹 하우스가 배급한 닌텐도 엔터테인먼트 시스템용 스크롤링 슈팅 게임이다. 이 게임은 1990년 10월 5일 일본에서, 1991년 9월 북미에서 출시되었다.

## 게임 플레이
플레이어는 지휘관인 건낙의 역할을 맡으며, 8개의 다른 레벨에서 우주선의 수많은 적들과 싸운다. 이 함선은 "날개"를 획득하면 더 큰 함선으로 업그레이드 될 수 있는데, 이는 플레이어가 한 번의 적중보다 두 번의 적중시력을 유지할 수 있게 하고, 플레이어가 표준 함선에서 허용하는 것보다 더 많은 무기를 업그레이드 할 수 있게 한다.
이 게임에는 다섯 가지 주요 무기와 네 가지 종류의 2차 폭탄이 포함되어 있다. 주요 무기는 표준총, 대포, 유도 부메랑, 화염방사기, 레이저 등이다. 모든 무기는 탄약이 무제한이며, 5개의 서로 다른 무기 중 하나에 해당하는 숫자의 원을 모아서 얻는다. 1차 무기는 무대 전체에 떠 있는 여러 개의 "Power P"를 모으면 업그레이드할 수 있다. 2차 폭탄은 비슷한 원리로 작용한다. 그러나 폭탄은 플레이어가 수집할 수 있는 수만큼만 공급된다.
무기와 폭탄은 게임 전반에 걸쳐 점진적으로 업그레이드될 수 있다. 플레이어가 특정 유형의 무기를 획득했을 때, 동일한 원들을 여러 개 연속으로 수집하여 무기 수준을 향상시킬 수 있다. 일치하는 원이 하나 더 수집될 때마다 무기가 업그레이드된다. 이것은 5가지 업그레이드로 제한된다.
같은 방법을 사용하면 폭탄도 업그레이드 할 수 있다. 폭탄이 업그레이드되면, 그것은 2배 더 강력해지지만, 또한 2배의 탄약을 소비한다.
돈은 무기를 업그레이드 하거나 폭탄을 사용, 또는 터보 게이지를 높일 수 있으며, 무작위로 층을 떠다니거나 파괴된 물체나 적에 의해 방출되는 것을 발견할 수 있다.

## 줄거리
먼 미래에, 지구의 자원이 고갈되었고, 많은 지구 거주자들은 IOTA Synthetica라고 불리는 새로운 인공 태양계로 이동하고 있다. "은하연맹"에 의해 만들어진 모든 태양계와 마찬가지로 태양계는 매우 고상하고 거대하다.
그러나 이 이미지는 신비로운 우주 방사선이 태양계를 휩쓸면서 갑자기 끝났다. 이 방사선은 평범한 무생물체들이 살아나 태양계의 거주자들을 공격하게 했다.
은하연합은 자신들이 통제할 수 없는 상황임을 깨닫고, 전설의 크산의 아들 건낙 사령관에게 전화를 걸어 이 이상한 우주 에너지로 인한 파괴로부터 IOTA Synthetica를 구하려고 한다.

## 개발
미국 발매는 마지막 보스의 첫 단계, 인트로, 엔딩 등 여러 가지가 제거되거나 변경되었다.

## 평론
올게임의 편집장 스카일러 밀러는 건낙을 칭찬하며 "아마도 NES를 위한 최고의 슈터일 것"이라고 평했다.
패미츠는 Gun-Nac에게 26/40의 점수를 주었다.